# 抱きしめたい (トリビュート・アルバム)
『抱きしめたい』（だきしめたい）は、1988年4月6日にリリースされた、東芝EMIに所属していた（1988年当時）アーティストによるビートルズのトリビュート・アルバム。
規格品番は、CD：CT32-5160、LP：RT28-5160、CT：ZT28-5160。

## 概要
- 松任谷由実や忌野清志郎をはじめ、1988年当時に東芝EMIに所属していたアーティスト達によるビートルズのカバーアルバム。ジャケットには、ビートルズの出身地である英国のユニオン・ジャックが大きく描かれている。
- 全14曲中、チューリップの「ヒア・ゼア・アンド・エブリホエア」のみ、1976年発売のカヴァー・アルバム『すべて君たちのせいさ All Because Of You Guys』からの音源が収録されている。
- VOW WOWの「ヘルター・スケルター」はその後、アルバム『VIBe』の先行シングルとしてリリースされた。英国でも1989年にシングルリリースされ、全英シングルチャートで最高位77位を獲得している。また、SHOW-YAの「ブラックバード」は1992年発売のベストアルバム『COMPLETE BEST "BACK FIRE"』にオリジナルアルバム未収録のボーナストラックとして収録されている。
- 東芝EMIの親会社であるEMIは、ビートルズの原盤権を所有していた[注釈 1]。
- 東芝EMIは1990年に別選曲の『オール・ウィ・ニード・イズ・ラヴ〜愛こそはすべて〜』[2]、1992年に本作と『オール・ウィ・ニード・イズ・ラヴ』からの抜粋に新録曲（ムーンライダーズによる「ヤー・ブルース」）を加えた『ラブ・ミー・ドゥ』というトリビュート・アルバムを発売している[3]。

## 収録曲
- カッコ内はCDでの曲順。

### Side A
| 全作詞・作曲: Lennon-McCartney。 |                                                                           |                  |                  |                  |                      |      |
| #                                | タイトル                                                                  | 作詞             | 作曲・編曲       | 編曲             | 演奏者               | 時間 |
| 1.                               | 「ノーウェジアン・ウッド (ノルウェーの森)」(1)                            | Lennon-McCartney | Lennon-McCartney | 松任谷正隆       | 高中正義・松任谷由実 | 4:14 |
| 2.                               | 「ユー・キャント・ドゥ・ザット」(2)                                       | Lennon-McCartney | Lennon-McCartney | NOBODY           | NOBODY               | 3:24 |
| 3.                               | 「テル・ミー・ホワイ」(3)                                                 | Lennon-McCartney | Lennon-McCartney | 安部恭弘         | 安部恭弘             | 3:00 |
| 4.                               | 「ホワイル・マイ・ギター・ジェントリー・ウィープス」(4)                   | Lennon-McCartney | Lennon-McCartney | THE WILLARD      | THE WILLARD          | 4:21 |
| 5.                               | 「ハニー・パイ」(5)                                                       | Lennon-McCartney | Lennon-McCartney | 加藤和彦         | 加藤和彦             | 2:45 |
| 6.                               | 「オブ・ラ・ディ、オブ・ラ・ダ」(6)                                       | Lennon-McCartney | Lennon-McCartney | アースシェイカー | アースシェイカー     | 3:43 |
| 7.                               | 「ア・ハード・デイズ・ナイト (ビートルズがやって来るヤァ!ヤァ!ヤァ!)」(7) | Lennon-McCartney | Lennon-McCartney | 岡野ハジメ       | ちわきまゆみ         | 2:33 |
| 合計時間:                        | 合計時間:                                                                 | 合計時間:        | 合計時間:        | 24:00            |                      |      |

### Side B
| 全作詞・作曲: Lennon-McCartney（#1のみChuck Berry）。 |                                                          |                                         |                                         |                         |                                              |      |
| #                                                     | タイトル                                                 | 作詞                                    | 作曲・編曲                              | 編曲                    | 演奏者                                       | 時間 |
| 1.                                                    | 「ロック・アンド・ロール・ミュージック」(8)              | Lennon-McCartney（#1のみ Chuck Berry ） | Lennon-McCartney（#1のみ Chuck Berry ） | 三宅純                  | 佐藤隆                                       | 2:29 |
| 2.                                                    | 「ドント・レット・ミー・ダウン」(9)                      | Lennon-McCartney（#1のみ Chuck Berry ） | Lennon-McCartney（#1のみ Chuck Berry ） | 忌野清志郎 & 仲井戸麗市 | 忌野清志郎 & 仲井戸麗市 (From RC SUCCESSION) | 4:29 |
| 3.                                                    | 「ヘルター・スケルター」(10)                             | Lennon-McCartney（#1のみ Chuck Berry ） | Lennon-McCartney（#1のみ Chuck Berry ） | VOW WOW                 | VOW WOW                                      | 3:54 |
| 4.                                                    | 「ルーシー・イン・ザ・スカイ・ウィズ・ダイアモンズ」(11) | Lennon-McCartney（#1のみ Chuck Berry ） | Lennon-McCartney（#1のみ Chuck Berry ） | 伊藤銀次                | 伊藤銀次                                     | 4:22 |
| 5.                                                    | 「ミッシェル」(12)                                       | Lennon-McCartney（#1のみ Chuck Berry ） | Lennon-McCartney（#1のみ Chuck Berry ） | 鈴木康博                | 鈴木康博                                     | 3:20 |
| 6.                                                    | 「ブラックバード」(13)                                   | Lennon-McCartney（#1のみ Chuck Berry ） | Lennon-McCartney（#1のみ Chuck Berry ） | SHOW-YA & 松下誠        | SHOW-YA                                      | 3:34 |
| 7.                                                    | 「ヒア・ゼア・アンド・エブリホエア」(14)                 | Lennon-McCartney（#1のみ Chuck Berry ） | Lennon-McCartney（#1のみ Chuck Berry ） | チューリップ            | チューリップ                                 | 2:44 |
| 合計時間:                                             | 合計時間:                                                | 合計時間:                               | 合計時間:                               | 24:52                   |                                              |      |

## 参加ミュージシャン
| ノーウェジアン・ウッド (ノルウェーの森) - Produced by 高中正義, 松任谷正隆 - Vocal：松任谷由実 - Guitar：高中正義 ユー・キャント・ドゥ・ザット - Produced and Mixed by NOBODY - NOBODY is 相沢行夫, 木原敏雄 テル・ミー・ホワイ - Produced by 安部恭弘 ホワイル・マイ・ギター・ジェントリー・ウィープス - Produced by THE WILLARD & TOSHITSUGU “KING SNAKE”TANAKA - Vocal：JUN - Guitar：SHIN - Drums：KYOYA - Bass：KLAN ハニー・パイ - Produced by 加藤和彦 オブ・ラ・ディ、オブ・ラ・ダ - Produced by アースシェイカー - Vocal：“MARCY” -西田昌史- - Guitar：“SHARA” -石原愼一郎- - Bass：“KAI” -甲斐貴之- - Drums：“KUDO” -工藤義弘- - Keyboard：“TOSHI” -永川敏郎- ア・ハード・デイズ・ナイト (ビートルズがやって来るヤァ!ヤァ!ヤァ!) - Produced and Arranged by 岡野ハジメ - All Voice & Sound By CHIWAKI | ロック・アンド・ロール・ミュージック - Produced by 佐藤隆 - Guest Guitar：エディ藩 ドント・レット・ミー・ダウン - Vocals, Guitars：忌野清志郎, 仲井戸麗市 ヘルター・スケルター - Produced by TAYLOR - Vocal：人見元基 - Guitar：山本恭司 - Drums：新美俊宏 - Keyboard：厚見玲衣 - Bass：Neil Murray ルーシー・イン・ザ・スカイ・ウィズ・ダイアモンズ - Produced & Performed by 伊藤銀次 - Chorus：杉真理, 松尾清憲 ミッシェル - Produced by 鈴木康博 ブラックバード - Produced by SHOW-YA - Vocal：寺田恵子 - Guitar：五十嵐美貴 - Drums：角田美喜 - Bass：仙波さとみ - Keyboard：中村美紀 ヒア・ゼア・アンド・エブリホエア - Produced by チューリップ |